# جدجداوية حقيقية
الجداجد الحقيقية (الاسم العلمي: Gryllini) هي قبيلة من الحيوانات تتبع فصيلة الجداجد الحقيقية من رتبة مستقيمات الأجنحة.

## أجناس
تضم هذه القبيلة من الحشرات الأجناس التالية:
- الجدجد (الاسم العلمي:Gryllus)
- (الاسم العلمي:Abmisha)
- (الاسم العلمي:Acanthogryllus)
- (الاسم العلمي:Acanthoplistus)
- (الاسم العلمي:صرار (جنس))
- (الاسم العلمي:Agryllus)
- (الاسم العلمي:Anurogryllus)
- (الاسم العلمي:Apterosvercus)
- (الاسم العلمي:Clearidas)
- (الاسم العلمي:Conatrullus)
- (الاسم العلمي:Conoblemmus)
- (الاسم العلمي:Conogryllus)
- (الاسم العلمي:Crynculus)
- (الاسم العلمي:Damaracheta)
- (الاسم العلمي:Depressogryllus)
- (الاسم العلمي:Doroshenkoa)
- (الاسم العلمي:Ganoblemmus)
- (الاسم العلمي:Gialaia)
- (الاسم العلمي:Gryllodinus)
- (الاسم العلمي:Gymnogryllus)
- (الاسم العلمي:Hemitrullus)
- (الاسم العلمي:Holoblemmus)
- (الاسم العلمي:Kurtguentheria)
- (الاسم العلمي:Loxoblemmus)
- (الاسم العلمي:Macrogryllus)
- (الاسم العلمي:Megalogryllus)
- (الاسم العلمي:Melanogryllus)
- (الاسم العلمي:Mimicogryllus)
- (الاسم العلمي:Mitius)
- (الاسم العلمي:Natalogryllus)
- (الاسم العلمي:Nigrogryllus)
- (الاسم العلمي:Phonarellus)
- (الاسم العلمي:Plebeiogryllus)
- (الاسم العلمي:Poliogryllus)
- (الاسم العلمي:Scapsipedoides)
- (الاسم العلمي:Scapsipedus)
- (الاسم العلمي:Sigagryllus)
- (الاسم العلمي:Sphecogryllus)
- (الاسم العلمي:Squamigryllus)
- (الاسم العلمي:Svercus)
- (الاسم العلمي:Tarbinskiellus)
- (الاسم العلمي:Tartarogryllus)
- (الاسم العلمي:Teleogryllus)
- (الاسم العلمي:Trullus)
- (الاسم العلمي:Tympanogryllus)
- (الاسم العلمي:Urogryllus)
- (الاسم العلمي:Velarifictorus)
- (الاسم العلمي:Vietacheta)